# Vil·la romana de Can Terrers
La vil·la romana de Can Terrers, a l'entrada sud de l'actual població de la Garriga (Vallès Oriental, declarat Bé cultural d'interès local.
Es tracta de les restes d'un assentament rural romà amb termes.
Ubicada al sud del terme municipal, es va construir al segle i aC. Era un edifici d'uns dos-cents metres quadrats i, pel seu bon estat de conservació, es considera un dels assentaments rurals d'època romana més rellevants del patrimoni cultural català.
L'edifici és distribuït en sis estances principals: el vestidor o apodyterium, la sala tèbia o tepidarium, la sala calenta o caldarium, la sauna o sudatorium, la piscina d'aigua freda o frigidarium i el forn on hi havia les instal·lacions de la calefacció subterrània dels banys, coneguda amb el nom d'hypocaustum.
El dia 9 d'abril del 2001, la Generalitat de Catalunya va declarar la vil·la Bé Cultural d'Interès Nacional, en la categoria de zona arqueològica. Amb aquesta declaració, les ruïnes de Can Terrers s'equiparen a conjunts monumentals romans tan importants com el fòrum de Tarragona o la ciutat romana d'Empúries.

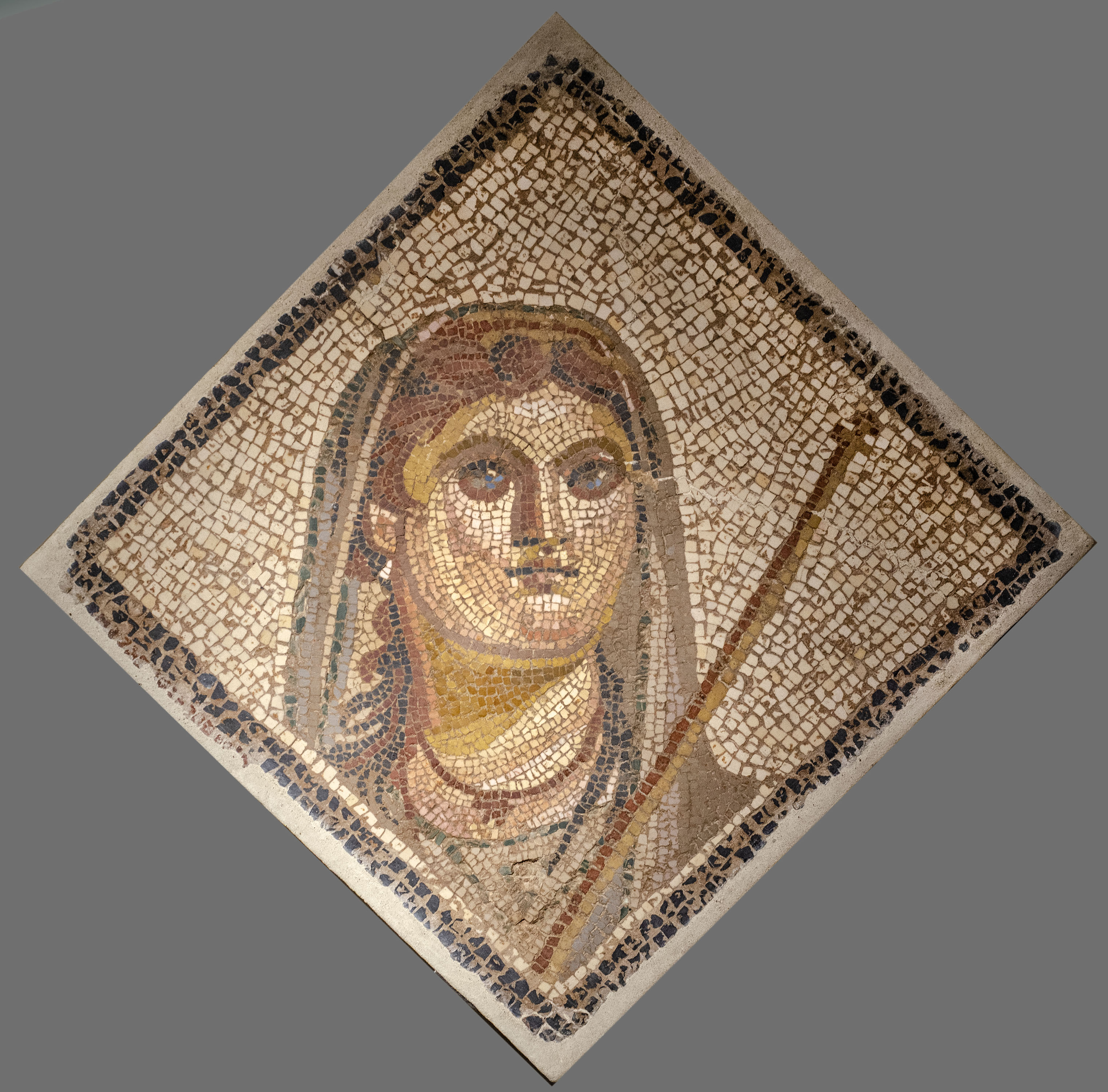

Al Museu Episcopal de Vic es conserva un fragment de mosaic procedent d'aquesta vil·la, que representa el rostre d'una figura femenina amb vel dins d'un quadre negre en disposició romboidal que va formar part d'una composició sobre les quatre estacions amb figures a les cantonades. El cap envelat suggereix la iconografia de l'hivern. La mena de figura, els accessoris, el tractament del volum amb les ombres, així com la disposició de les tessel·les que segueixen la direcció del marc i no de la figura, caracteritzen l'obra com un estil propi dels tallers locals d'època severiana.
Són d'accés lliure.